# 云塘街道
云塘街道，是中华人民共和国湖南省湘潭市雨湖区下辖的一个乡镇级行政单位。

## 行政区划
云塘街道下辖以下地区：
万新社区、雪园社区、繁城社区、杨家湾社区、火车站社区、调塘社区、公园社区和杉树巷社区。